# Ригби (Айдахо)
Ригби (англ. Rigby) — окружной центр округа Джефферсон, штат Айдахо, США. Согласно переписи 2010 года население составляло 3 945 человек, что на 947 человек больше, чем в 2000 году.
В большую «территорию Ригби» входят такие окружающие невключённые общины, как Эннис, Гарфилд, Грант, Лейбелл и Кларк.
Ригби является частью агломерации Айдахо-Фолс и расположен прямо посредине между двумя крупными городами штата, Айдахо-Фолс и Рексберг, куда жители этого города ездят за покупками, развлечениями и другими возможностями провести время. Многие жители Ригби ездят на работу в Айдахо-Фоллс или Рексберг, а также работают подрядчиками федерального правительства в Национальной лаборатории Айдахо, которую местные жители называют «The Site».

## География
Ригби расположен по координатам 43°40′25″ с. ш. 111°54′44″ з. д. (43.673512, -111.912357). По данным Бюро переписи населения США в 2010 году город имел площадь 6,12 км², из которых 6,09 км² — суша и 0,03 км² — водоёмы.

## Демография
| Год переписи | Нас. |  | %±     |
| ------------ | ---- |  | ------ |
| 1910         | 555  |  | —      |
| 1920         | 1629 |  | 193,5% |
| 1930         | 1531 |  | −6%    |
| 1940         | 1978 |  | 29,2%  |
| 1950         | 1826 |  | −7,7%  |
| 1960         | 2281 |  | 24,9%  |
| 1970         | 2324 |  | 1,9%   |
| 1980         | 2624 |  | 12,9%  |
| 1990         | 2681 |  | 2,2%   |
| 2000         | 2998 |  | 11,8%  |
| 2010         | 3945 |  | 31,6%  |
| 2020         | 5038 |  | 27,7%  |

### Перепись 2010 года
По данным переписи 2010 года, в городе проживало 3 945 человек в 1 328 домохозяйствах в составе 994 семей. Плотность населения составила 648,1 чел./км². Было 1 428 квартир, средняя плотность которых составляла 234,6/км². Расовый состав города: 89,5% белых, 0,2% афроамериканцев, 0,9% индейцев, 0,5% азиатов, 0,2% тихоокеанских островитян, 6,7% других рас, а также 2,1% двух или более рас. Доля испанцев и латиноамериканцев составляла 11,8% населения.
Из 1328 домохозяйств 45,3% имели детей младше 18 лет, которые жили с родителями; 57,0% были супругами, жившими вместе; 13,3% имели хозяйку без мужа; 4,5% имели хозяина без жены и 25,2% не являлись семьями. 21,8% домохозяйств состояли из одного человека, в том числе 9% в возрасте 65 лет и старше. В среднем на домохозяйство приходилось 2,91 жителя, а средний размер семьи составил 3,43 человека.
Средний возраст жителей города составил 27,6 лет. Из них 34,3% были лица младше 18 лет; 10,3% — в возрасте от 18 до 24 лет; 28,5% в возрасте от 25 до 44 лет; 16,5% в возрасте от 45 до 64 лет и 10,3% — в возрасте 65 лет и старше. Половой состав населения: 47,4% — мужчины и 52,6% — женщины.
Средний доход на одно домашнее хозяйство составил 40 236 долларов США (медиана — 31 335), а средний доход на одну семью — 43 513 доллара (медиана — 34 297). За чертой бедности находилось 20,6% человек, в том числе 26,9% детей младше 18 лет и 8,8% лиц в возрасте 65 лет и старше.
Гражданское трудоустроенное население составляло 1496 человек. Основные области занятости: образование, здравоохранение и социальная помощь — 19,5%, учёные, специалисты, менеджеры — 12,5%, розничная торговля — 11,0%, производство — 10,9%.

### Перепись 2000 года
По данным переписи 2000 года, в городе проживало 2 998 человек в 1 051 домохозяйстве в составе 789 семей. Плотность населения составляла 1 134,8 чел./км². Было 1 107 квартир, средняя плотность которых составляла 419,0/км². Расовый состав города: 91,16% белых, 0,43% афроамериканцев, 0,87% индейцев, 0,40% азиатов, 0,07% тихоокеанских островитян, 5,64% других рас и 1,43% двух или более рас. Доля испанцев и латиноамериканцев составляла 11,67% населения.
Из 1051 домохозяйства 42,8% имели детей младше 18 лет, которые жили с родителями; 60,2% были супругами, жившими вместе; 11,7% имели хозяйку без мужа, и 24,9% не являлись семьями. 22,7% домохозяйств состояли из одного человека, в том числе 12,5% в возрасте 65 лет и старше. В среднем на домохозяйство приходилось 2,83 жителя, а средний размер семьи составил 3,36 человека.
Возрастной состав населения: 33,7% лица младше 18 лет, 11,4% в возрасте от 18 до 24 лет, 24,2% в возрасте от 25 до 44 лет, 17,4% в возрасте от 45 до 64 лет и 13,4% в возрасте 65 лет и старше. Средний возраст жителей — 28 лет. Половой состав населения: 47,9% — мужчины и 52,1% — женщины.
Средний доход домохозяйств в городе составил 30 192 доллара США, семей — 36 417 долларов. Средний доход мужчин составил 32 316 долларов и 18 269 долларов у женщин. Доход на душу населения в городе составлял 12 795 долларов. Приблизительно 10,5% семей и 12,1% населения находились за чертой бедности, включая 13,2% лиц младше 18 лет и 10,0% в возрасте 65 лет и старше.